# Ferrari 812 Superfast
El Ferrari 812 Superfast es un automóvil Gran Turismo cupé biplaza, con motor central-delantero montado longitudinalmente y de tracción trasera, producido por el fabricante italiano Ferrari desde abril de 2017. Fue presentado en el Salón del Automóvil de Ginebra el 7 de marzo de 2017 como el sucesor del F12berlinetta.

## Diseño

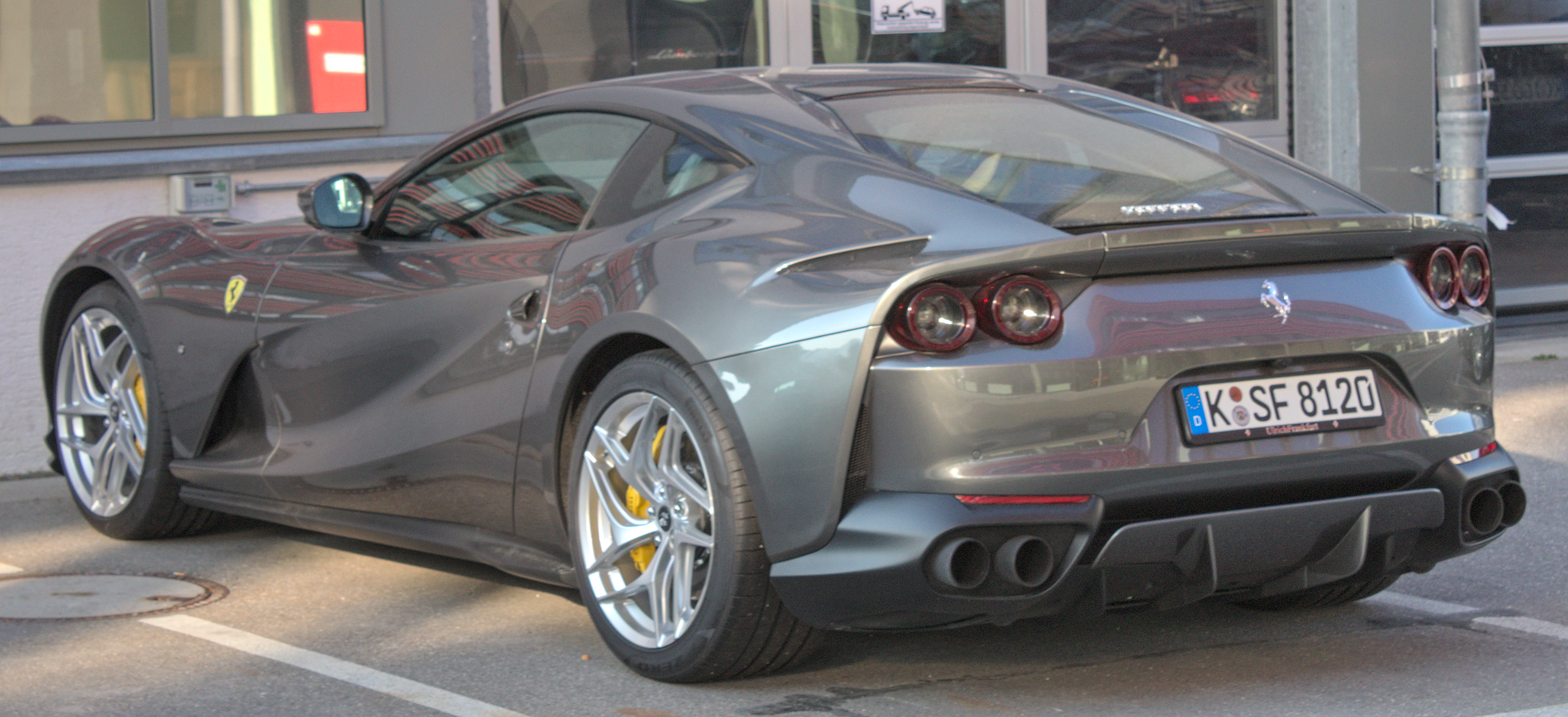
Vista trasera.

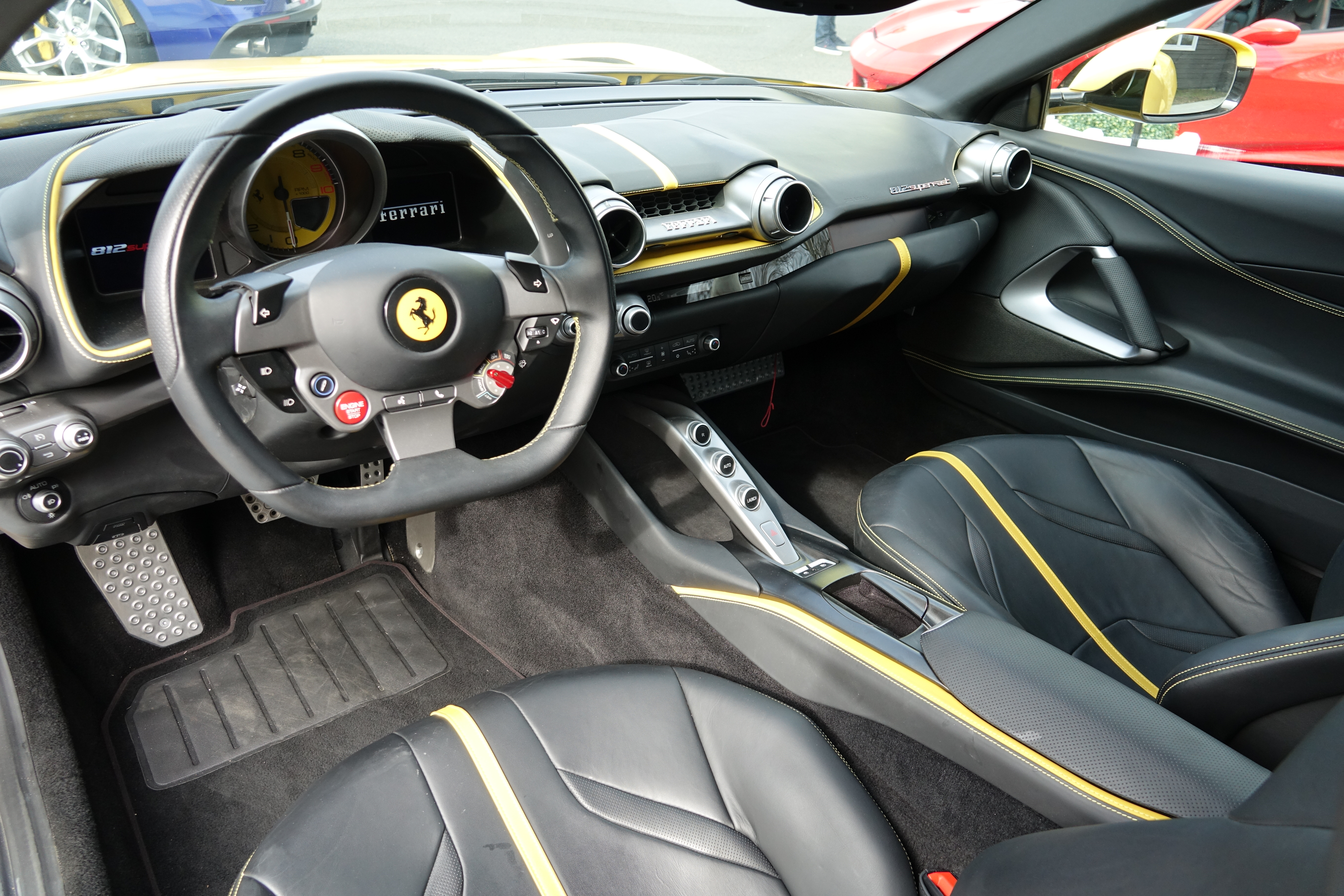
Habitáculo interior.

Fue diseñado por Flavio Manzoni del Centro de Estilo Ferrari inspirado en el anterior F12berlinetta, aunque obtiene algunas pistas de estilo actualizado como faros completamente led, salidas de aire en el cofre, las cuatro luces traseras de la cola y un difusor trasero del mismo color de la carrocería. Tiene una longitud de 4657 mm (183,3 pulgadas), 1971 mm (77,6 pulgadas) de ancho y 1276 mm (50,2 pulgadas) de altura, mientras que su peso en seco es de 1525 kg (3362 libras).
Equipa la versión 5.0 del Side Slip Control (SSC), la dirección a las cuatro ruedas Passo Corto Virtuale en su versión 2.0, que igual es utilizada en el F12tdf. Es el primer Ferrari en equipar una dirección asistida eléctrica en lugar de una asistida hidráulica. También equipa aerodinámica activa con flaps móviles en la parte frontal del fondo plano y dos branquias encima de las aletas posteriores, que canalizan el aire y lo expulsan por encima de los pilotos traseros que equipa también el mismo sistema el F12berlinetta.
En el diseño también se mezclan rasgos del F12tdf y del más reciente Ferrari GTC4 Lusso (& Lusso T), conservando la base del F12berlinetta. En cuanto al interior, mantiene el lenguaje estético de las últimas producciones de la marca con una mezcla de tradición y aspecto tecnológico. Cuenta con el nuevo Rosso Setanta Anni, para conmemorar los 70 años de la marca. Inspiró también el diseño del Ferrari Portofino
Cuenta con una nueva evolución del equipo de suspensiones magnetoreológicas con diferentes programas de trabajo en función de los modos de conducción seleccionables mediante el manettino, una puesta a punto del equipo de frenos carbono-cerámicos Brembo que ha sido heredado del F12tdf. Para los neumáticos se recurre a unos Michelin Pilot Sport 4 S, empleando un diseño y compuesto específico para el nuevo tren trasero. En el habitáculo se ha apostado por un concepto inédito en Ferrari al ofrecer dos claros puestos: el del conductor con la clásica cabina ("cockpit") con tacómetro central, sendas pantallas LCD a los lados y volante multifunción estrenado por el Ferrari GTC4 Lusso (& Lusso T); y el entorno para el pasajero donde encontramos una nueva pantalla multimedia a color que reúne todas las funciones de infoentretenimiento.

## Rendimiento

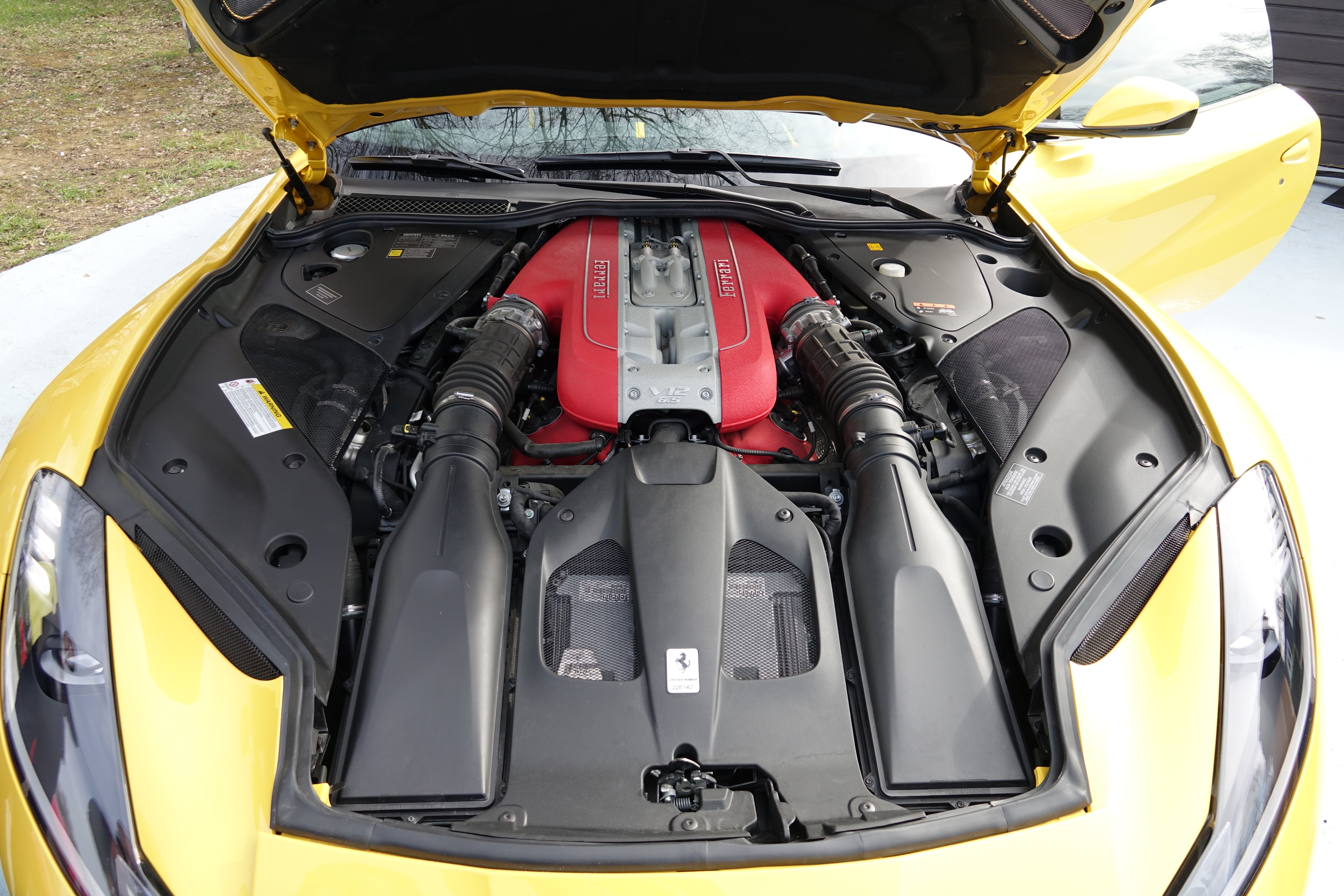
Motor F140 GA.

Tiene un motor V12 de 6496 cm³ (6,5 L; 396,4 plg³), más grande en comparación con el de 6262 cm³ (6,3 L; 382,1 plg³) utilizado en el F12berlinetta, con el 80% del par disponible desde las 3500 rpm, siendo en 2017 el motor de automóvil en producción naturalmente aspirado más potente y jamás fabricado hasta ese momento, con el que logra alcanzar una velocidad máxima de 340 km/h (211 mph), una aceleración de 0 a 100 km/h (0 a 62 mph) en 2.9 segundos y de 0 a 200 km/h (0 a 124 mph) en menos de 8 segundos. Hereda la última tecnología de la marca, como los conductos de admisión de geometría variable.
Probablemente este sea el último motor puramente de aspiración natural antes de la hibridación prevista por la marca. Cuenta con una caja de cambios de doble embrague de siete velocidades. Sufre una revisión para mejorar sus prestaciones que le permitió disminuir el tiempo de respuesta al subir marchas un 30% más y un 40% al bajarlas. Tiene la configuración de tracción trasera con un diferencial trasero controlado electrónicamente E-Diff empleado por el F12tdf. Gracias a sus prestaciones y asistencias de manejo, es casi tan rápido como el LaFerrari.
| Diámetro x carrera                             | 94 x 78 mm (3,70 x 3,07 pulgadas) |
| Línea roja                                     | 8900 rpm |
| Relación de compresión                         | 13.6:1 |
| Distribución de peso                           | 47% delantero y 53% trasero |
| Alimentación                                   | Inyección directa a una presión de 350 bares (4975 psi; 34 300 kPa), naturalmente aspirado |
| Potencia máxima                                | 800 CV (789 HP; 588 kW) @ 8500 rpm |
| Par máximo                                     | 718 N·m (530 lb·pie) @ 7000 rpm |
| Sistema de lubricación                         | Cárter seco |
| Capacidad del depósito de combustible          | 92 litros (24,3 galAm) |
| Relación peso a potencia                       | 1,91 kg/CV |
| Distancia de frenado 100 a 0 km/h (62 a 0 mph) | 32 m (105 pies) |
| Consumo de combustible                         | 25,2 L/100 km (4 km/L; 9,3 mpgAm) (bajo); 15,2 L/100 km (6,6 km/L; 15,5 mpgAm) (medio); 14,1 L/100 km (7,1 km/L; 16,7 mpgAm) (alto); 15 L/100 km (6,7 km/L; 15,7 mpgAm) (extra alto); 16,1 L/100 km (6,2 km/L; 14,6 mpgAm) (mixto) |
| Emisiones de CO2                               | 573 g (20,2 onzas)/km (bajo); 345 g (12,2 onzas)/km (medio); 320 g (11,3 onzas)/km (alto); 340 g (12,0 onzas)/km (extra alto); 366 g (12,9 onzas)/km (mixto)                                                                       |

## Variantes

### Monza SP

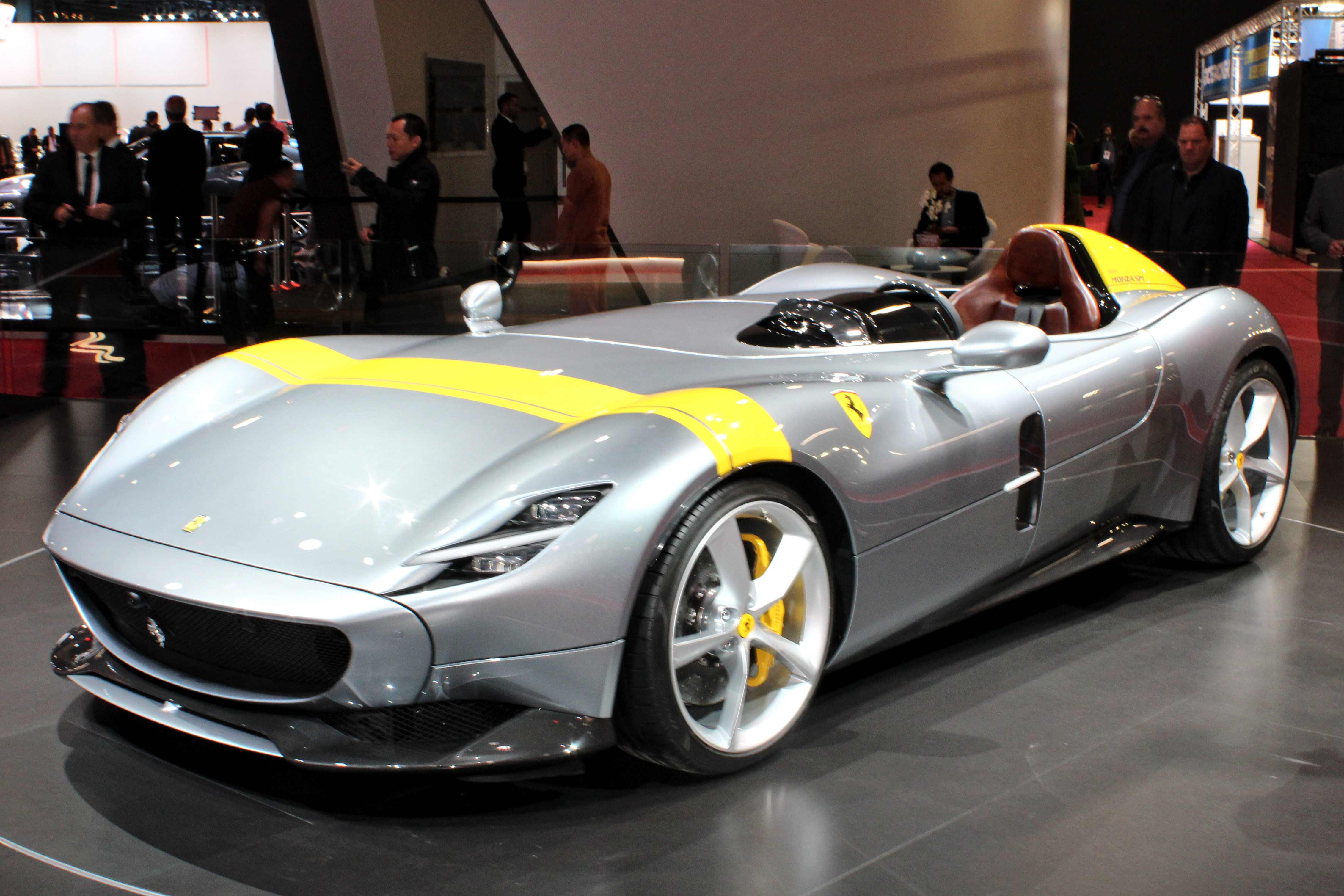
Monza SP1 en el Salón del Automóvil de París de 2018.

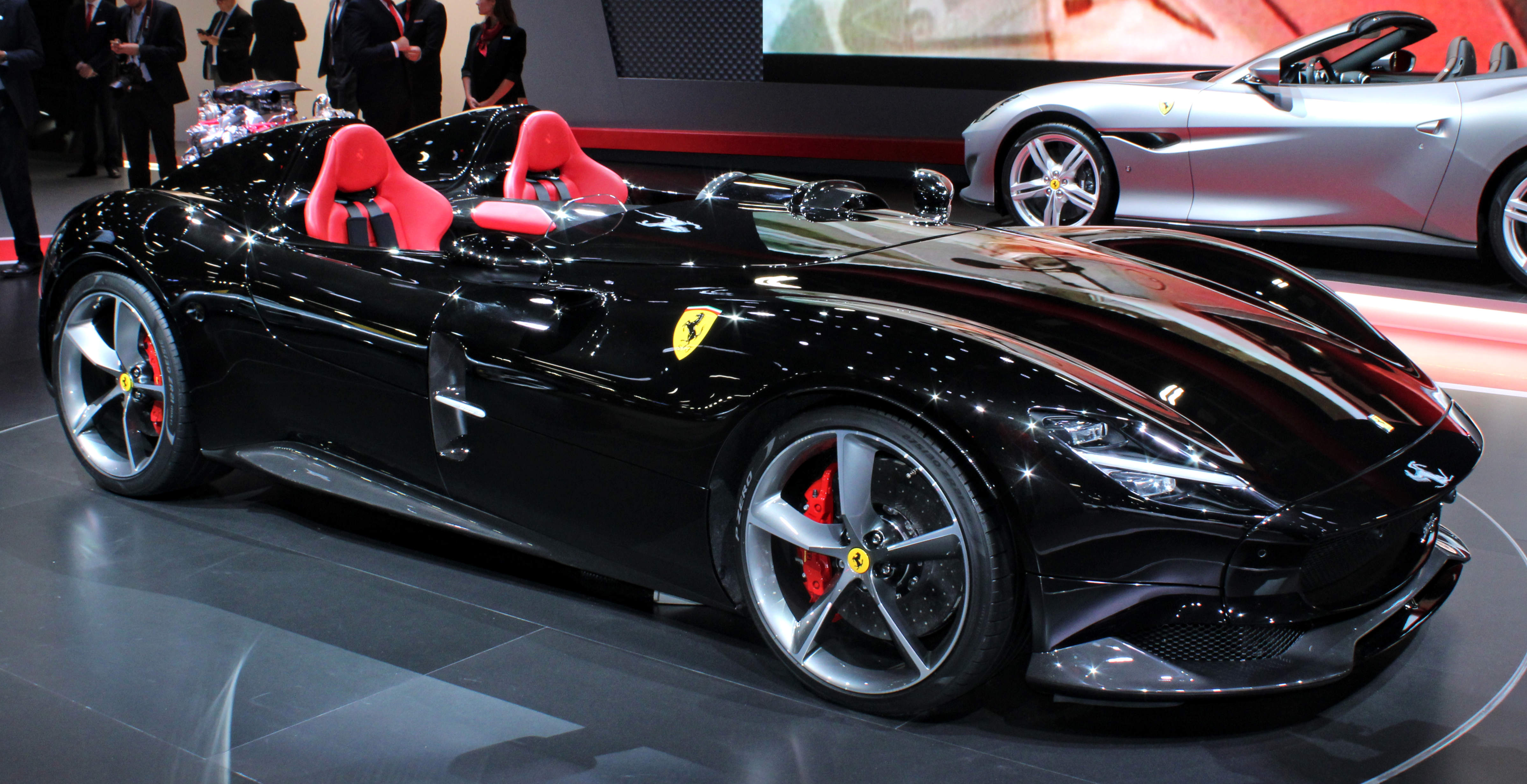
Monza SP2 en el Salón del Automóvil de París de 2018.

Se presentaron ante un selecto público dos nuevos modelos sumamente exclusivos: el Ferrari Monza SP1 y el Ferrari Monza SP2, que recuperan el concepto de barchetta tan popular en los coches de carreras de mediados del siglo XX, tales como los Ferrari 166MM, Ferrari 375 MM o Ferrari 250 Testa Rossa y en parte al Ferrari 250 GTO.
La división Special Projects ha tomado como punto de partida el Ferrari 812 Superfast, llevándolo un paso más allá con unas las líneas radicales del que han sido matizadas bajo un filtro retro. Sin techo ni parabrisas, los Monza SP1 monoplaza y Monza SP2 biplaza, permiten realizar una conducción sintiendo en la cara el viento de frente.
Las líneas son clásicas con un frontal afilado y bajo, una gran parrilla en la parte inferior, faros reducidos a la mínima expresión y pasos de rueda muy prominentes. Tras los asientos se ubica un (o dos) arcos de seguridad que le dan ese aspecto de barchetta y en la zaga los pilotos se han convertido en una línea continua que va de lado a lado. Por abajo un enorme difusor enmarca cuatro salidas de escape, dos en cada extremo.
Su motor ofrece una potencia aumentada a 810 CV (799 HP; 596 kW) a las 8500 rpm y 719 N·m (530 lb·pie) a las 7000 rpm trasmitidos exclusivamente sobre las ruedas traseras, es decir, 10 CV (7,4 kW) más y 1 Nm extra con respecto al 812 Superfast.
Con un peso en seco de 1500 kg (3307 libras) para el Monza SP1 y de 1520 kg (3351 libras) para el Monza SP2, las prestaciones son igual de buenas con 2.9 segundos en el 0 a 100 km/h (0 a 62 mph) y 7.9 segundos en el 0 a 200 km/h (0 a 124 mph). La velocidad máxima es superior a 300 km/h (186 mph). Para aligerar el peso, se ha recurrido a la fibra de carbono para la carrocería y el enorme cofre ha sido realizado en una sola pieza. El interior está cubierto por el mismo material, en el que todo se ha reducido a la mínima expresión y el cuadro de mandos se ha reconfigurado para ubicarse en una posición más baja y con un tamaño algo más contenido que el de otros coches de la marca, mientras que el volante multifunción es muy similar.

### 812 GTS

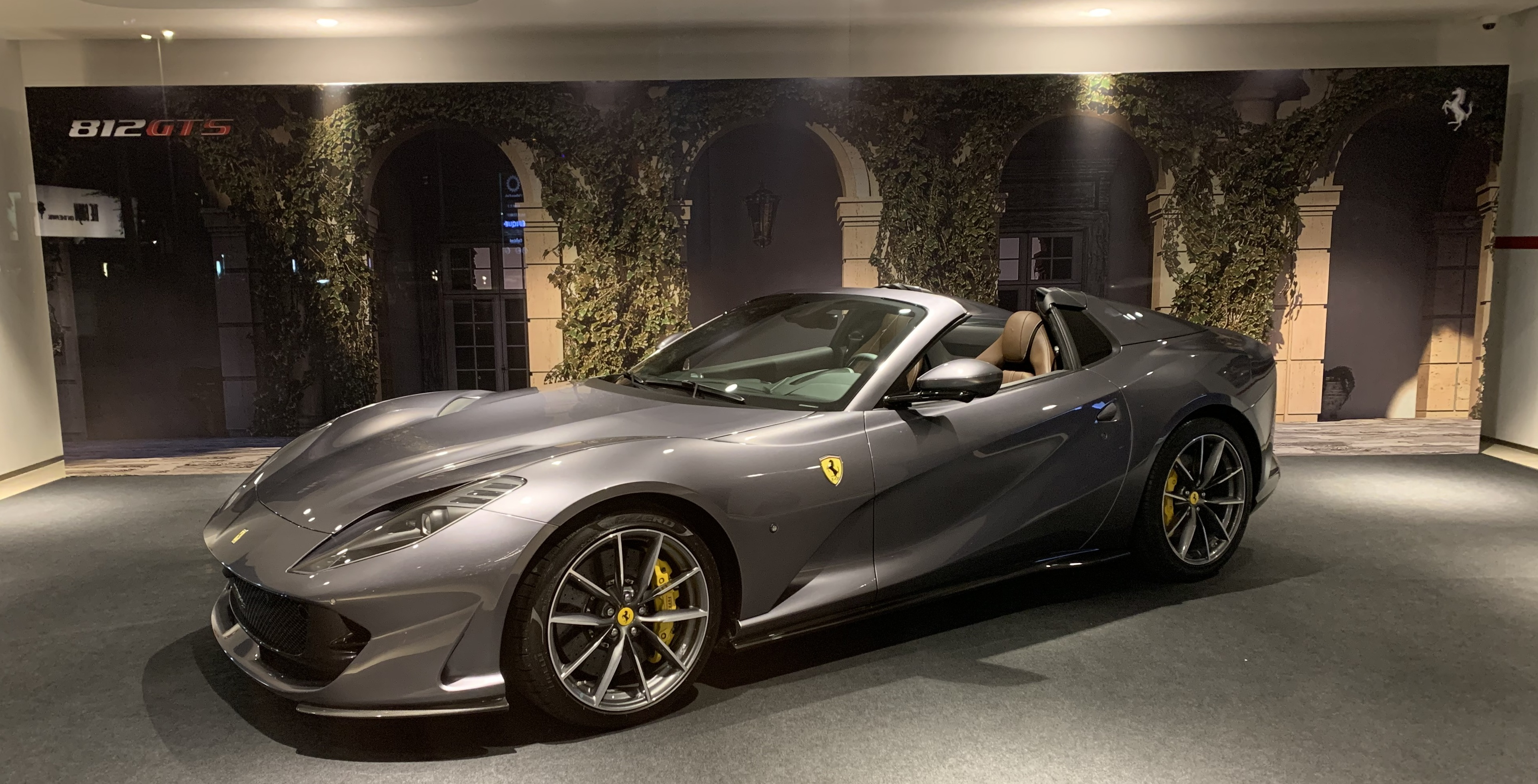
812 GTS en Kuala Lumpur, Malasia.

Es su variante descapotable que mantiene la misma mecánica, potencia y cotas exteriores. Ferrari lo introduce como el cabrio de producción más potente del mercado, con el mismo motor que el cupé.
Recurre a un techo rígido retráctil que, según la marca, se abre en tiempo récord, ya que solamente necesita 14 segundos para descapotarse y puede hacerlo en marcha, siempre y cuando no se superen los 45 km/h (28 mph). Su imagen exterior, que solamente cambia en la parte trasera, además de eliminarse las dos entradas de aire laterales ubicadas sobre los pasos de rueda traseros.
Para dar cabida a su sistema de techo retráctil, se ha rediseñado su parte trasera, que incorpora en el difusor trasero una aleta adicional, a fin de optimizar la aerodinámica perdida con la eliminación de las dos entradas de aire mencionadas. Por otro lado, tiene dos pequeñas aletas en forma de "L", que se han añadido al parabrisas, cuyo objetivo es el de reducir el ruido en el habitáculo. También se añaden un nuevo diseño multirradio para los rines de 20 pulgadas (50,8 cm), específico para este 812 GTS, que puede seleccionarse en acabado diamante, plata líquida o Grigio Scuro.
Para la báscula en los 1600 kg (3527 libras) en comparación a los 1525 kg (3362 libras) del 812 Superfast, que le permiten alcanzar una velocidad máxima de 340 km/h (211 mph) y tarda en llegar a los 100 km/h (62 mph) desde parado menos de 3 segundos, casi los 2.9 segundos que necesita la versión cupé.

### Competizione

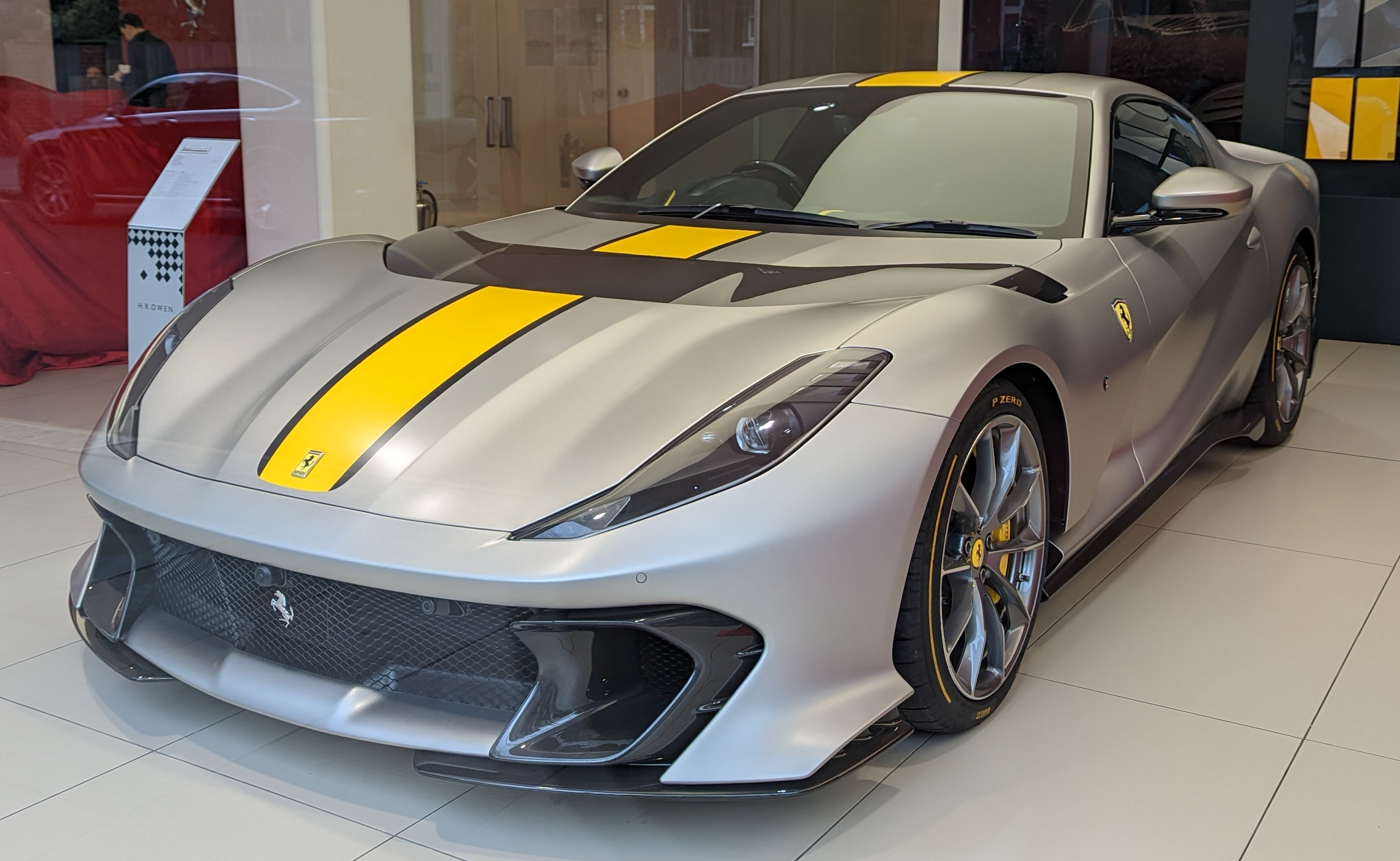
Versión cupé en febrero de 2023

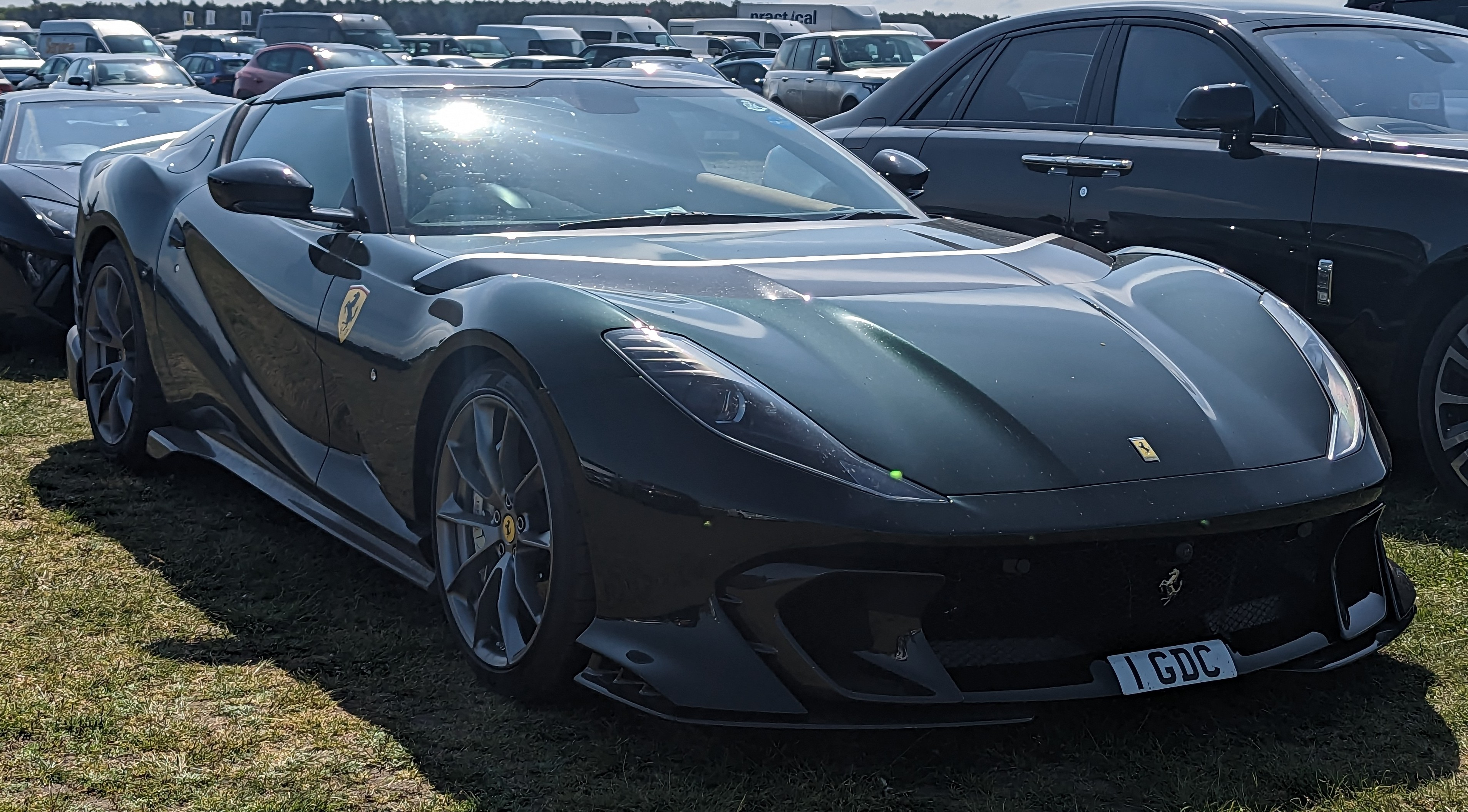
Versión Aperta de 2023

Se trata de una edición especial y más radical limitada a 1,398 unidades, de las cuales 899 serían con carrocería cupé y las otras 599 con techo tipo Targa, conocida como 812 Competizione "A". Se ha tomado como base al 812 Superfast, incluyendo el mismo V12 de 6496 cm³ (6,5 L; 396,4 plg³), aunque con algunas modificaciones, principalmente en la computadora, que da como resultado un incremento en la línea roja hasta las 9500 rpm, para una mayor entrega de potencia con 830 CV (819 HP; 610 kW) a las 9250 rpm, aunque el par máximo se ha reducido a 692 N·m (510 lb·pie) a las 7000 rpm, convirtiéndose así en el más potente de la historia que jamás haya existido en un modelo Ferrari serie, hasta ese momento. Para lograrlo, se han rediseñado varias zonas y se ha optimizado la dinámica de fluidos de sus sistemas de admisión, reduciendo también la combustión y el rozamiento interno. El V12 está acoplado a la misma transmisión de doble embrague de siete velocidades, aunque también se han hecho algunos ajustes para que logre cambios de velocidad más rápidos al reducir los tiempos en un 5%, además de una dinámica de manejo todavía más deportiva.
También destaca por su sistema de dirección independiente en las cuatro ruedas, que incrementa la agilidad y precisión al entrar en las curvas, el control dinámico Side Slip Control y los neumáticos Michelin Pilot Sport Cup 2 R desarrollados específicamente para este modelo. El peso se ha reducido hasta los 1487 kg (3278 libras), casi 40 kg (88 libras) menos que el 812 Superfast convencional. Estos ha sido posible gracias a la utilización de materiales de última generación y al uso intensivo de fibra de carbono, tanto en el exterior como en el interior, además de un nuevo mecanismo de distribución de válvulas y un nuevo sistema de escape, empleando piezas mucho más livianas, tales como bielas de titanio un 40% más ligeras que en la versión normal, un nuevo recubrimiento de carbono en el árbol de levas y un cigüeñal más ligero. Con todas estas mejoras, logra acelerar de 0 a 100 km/h (0 a 62 mph) en 2.85 segundos, de 0 a 200 km/h (0 a 124 mph) en 7.5 segundos, mientras que la velocidad máxima se queda sin cambios en 340 km/h (211 mph).
Entre los principales cambios en cuanto al diseño, destacan las defensas se han rediseñado, adopta nuevas tomas de aire más anchas y un divisor más marcado, la sustitución de cristal posterior por una estructura en aluminio, los generadores de vórtice que mejoran un 40% la eficiencia aerodinámica del coche, mientras que la integración del techo crea un efecto de columna vertebral. Otra diferencia está en el cofre atravesado a lo ancho por una pieza de fibra de carbono, ya que la parte trasera muestra un efecto fastback más pronunciado; y el spoiler tiene un aspecto más marcado y agresivo, así como un difusor trasero más grande con los escapes rediseñados y reubicados.
El diseño interior es similar al del 812 Superfast normal, con el mismo tablero y demás superficies, aunque los paneles de la puertas se han rediseñado para reducir el peso, combinado con el nuevo diseño de la puerta en forma de "H" en el túnel.
En cuanto a la versión "A", que significa Aperta, la denominación que Ferrari utiliza para algunos de sus descapotables y que también podría definirse como "el alma al aire", solamente se le ha eliminado el techo y parte de la luneta trasera, que se ha sustituido por un par de arcos antivuelco que forman las protecciones para el piloto y el pasajero. Para evitar el incremento del peso, se ha instalado una pieza de panel superior escamoteable de carbono, que puede guardarse en un compartimento en la parte trasera. Cuando se desmonta manualmente, todavía deja espacio para un poco de equipaje.

### Ferrari Omologata
Ferrari ha desarrollado un ejemplar único ("one-off") para un cliente sobre la base del 812 Superfast denominado Ferrari Omologata, ya que es un vehículo con el que se puede circular por carreteras abiertas al tráfico. Este modelo va un paso más en cuanto a exclusividad, ya que solamente se ha fabricado una unidad. Desde el principio de su desarrollo, la idea era crear un diseño futurista con elementos propios reinterpretados de forma nítida y con una fuerte connotación de diseño atemporal. Para conseguir este resultado, los diseñadores liberaron todas las posibilidades que ofrecía la plataforma del 812 Superfast del que solamente se han mantenido el parabrisas y los faros como elementos preexistentes de la carrocería. El objetivo era ofrecer un diseño muy elegante, definido por volúmenes suaves y realzado con líneas gráficas nítidas.
En el interior hay una gran cantidad de detalles que sugieren un vínculo con la larga herencia de competición de Ferrari, como los asientos de color azul eléctrico, con una combinación de cuero y tela de tipo vaquero que cuentan con arneses de competición de cuatro puntos. Estos asientos destacan dentro de un interior completamente negro. Al no llevar luces ni ventanilla lateral trasera, la atmósfera del habitáculo transmite recuerdos de los vehículos de competición de épocas pasadas.
También tiene un efecto de pintura martillada que se usa con frecuencia en automóviles legendarios de Ferrari, como el 250 LM o el 250 GTO, la cual se ha aplicado en detalles como los tiradores interiores de las puertas.
Incorpora una serie de sutiles señas de diseño marca Ferrari. Su carrocería de aluminio hecha a mano, está salpicada de detalles casi subliminales, terminada en pintura rojo magma tricapa que combina y con el acabado en fibra de carbono oscurecida.